# هيرونوري نيشي
هيرونوري نيشي (باليابانية: 西 弘則) (25 فبراير 1987 في كوماموتو في اليابان – )؛ هو لاعب كرة قدم ياباني سابق كان يلعب كلاعب وسط.

## وصلات خارجية
- هيرونوري نيشي على موقع رابطة كرة القدم اليابانية للمحترفين (اليابانية)
- هيرونوري نيشي على موقع قاعدة بيانات كرة القدم.إي يو (الإنجليزية)
- هيرونوري نيشي على موقع Soccerway.com (الإنجليزية)
- هيرونوري نيشي على موقع عالم كرة القدم.نت (الإنجليزية)